# Historique du parcours européen de Neuchâtel Xamax FCS
Dernière mise à jour : 13 mai 2022.
Cet article présente l'historique des différentes campagnes européennes disputées par Neuchâtel Xamax et Neuchâtel Xamax FCS depuis 1974.
Xamax participe à sa première compétition européenne en Coupe Intertoto 1974 lors de laquelle il joue son premier match face au Vitória Guimarães qu'il perd 5 à 2. Neuchâtel Xamax finit 4e du groupe 2.
Après une saison sans compétition européenne, il dispute sa première participation à la coupe des Alpes en 1976 lors de laquelle il gagne son premier match face au FC Sochaux 3 à 1. Il termine 2e du groupe 1, ne pouvant donc pas atteindre la finale.
Pour sa première saison en Coupe UEFA lors de la saison 1981-1982, Neuchâtel Xamax gagne son premier match face au Sparta Prague (6-3 scores cumulés) puis atteint par la suite les quarts de finale lors desquels il perd face au Hambourg SV (3 à 2 scores cumulés).
Quatre saisons plus tard, le club se retrouve à nouveau en quarts de finale de la Coupe UEFA 1985-1986. Après un match aller gagné 1 à 0 à la Maladière, Neuchâtel perdra de 4 à 0 le match retour face au Real Madrid.
À la fin du contrat de Gilbert Gress, entraîneur de Neuchâtel Xamax durant neuf saisons d'affilée, le club joue 2 coupe des clubs champions européens lors desquels ils terminent les 2 fois en huitièmes de finale. Le premier huitième de finale se termine face au Bayern Munich sous le score de 3-2 (scores accumulés), le deuxième et le dernier huitième de finale en Ligue des champions à ce jour se termine face au Galatasaray SK sous le score de 5-3 (scores accumulés).
L'unique participation de Neuchâtel Xamax en coupe des vainqueurs de coupes se déroule lors de la saison 1990-1991 pendant laquelle le club perd la confrontation en seizièmes de finale face à l'Estrela da Amadora (scores finaux 1-1, 1-1 a. p. (4-3 t. a. b.)).

## Matchs européens par saison

### Neuchâtel Xamax

#### 1974-1975

##### Coupe Intertoto 1974
| N° | Tour                      | Date            | Équipe à domicile | Équipe à l'extérieur | Score | Cumul |
| -- | ------------------------- | --------------- | ----------------- | -------------------- | ----- | ----- |
| —  | Groupe 2 – Premier tour   | 15 juin 1974    | Vitória Guimarães | Neuchâtel Xamax      | 5-2   | 5-2   |
| —  | Groupe 2 – Deuxième tour  | 29 juin 1974    | Neuchâtel Xamax   | Hambourg SV          | 0-1   | 0-1   |
| —  | Groupe 2 – Troisième tour | 6 juillet 1974  | Djurgårdens IF    | Neuchâtel Xamax      | 4-2   | 4-2   |
| —  | Groupe 2 – Quatrième tour | 13 juillet 1974 | Neuchâtel Xamax   | Vitória Guimarães    | 0-1   | 0-1   |
| —  | Groupe 2 – Cinquième tour | 21 juillet 1974 | Hambourg SV       | Neuchâtel Xamax      | 5-2   | 5-2   |
| —  | Groupe 2 – Sixième tour   | 27 juillet 1974 | Neuchâtel Xamax   | Djurgårdens IF       | 1-1   | 1-1   |

| Rang | Équipe            | Pts | J | G | N | P | Bp | Bc | Diff |
| ---- | ----------------- | --- | - | - | - | - | -- | -- | ---- |
| 1    | Hambourg SV       | 10  | 6 | 5 | 0 | 1 | 14 | 6  | +8   |
| 2    | Vitória Guimarães | 8   | 6 | 4 | 0 | 2 | 15 | 8  | +7   |
| 3    | Djurgårdens IF    | 5   | 6 | 2 | 1 | 3 | 9  | 14 | -5   |
| 4    | Neuchâtel Xamax   | 1   | 6 | 0 | 1 | 5 | 7  | 17 | -10  |

#### 1976-1977

##### Coupe des Alpes 1976
| N° | Tour             | Date | Équipe à domicile | Équipe à l'extérieur | Score | Cumul |
| -- | ---------------- | ---- | ----------------- | -------------------- | ----- | ----- |
| —  | Phase groupe – 1 | —    | Neuchâtel Xamax   | FC Sochaux           | 3-1   | 3-1   |
| —  | Phase groupe – 2 | —    | Neuchâtel Xamax   | Nîmes Olympique      | 2-2   | 2-2   |
| —  | Phase groupe – 3 | —    | FC Sochaux        | Neuchâtel Xamax      | 2-2   | 2-2   |
| —  | Phase groupe – 4 | —    | Nîmes Olympique   | Neuchâtel Xamax      | 0-1   | 0-1   |

| Rang | Équipe             | Pts | J | G | N | P | Bp | Bc | Diff |
| ---- | ------------------ | --- | - | - | - | - | -- | -- | ---- |
| 1    | Nîmes Olympique    | 6   | 4 | 2 | 2 | 0 | 6  | 4  | +2   |
| 2    | Neuchâtel Xamax    | 4   | 4 | 1 | 2 | 1 | 7  | 6  | +1   |
| 3    | FC Lausanne-Sports | 4   | 4 | 1 | 2 | 1 | 6  | 6  | 0    |
| 4    | FC Sochaux         | 2   | 4 | 0 | 2 | 2 | 6  | 9  | -3   |

#### 1977-1978

##### Coupe des Alpes 1977
| N° | Tour             | Date | Équipe à domicile     | Équipe à l'extérieur  | Score | Cumul |
| -- | ---------------- | ---- | --------------------- | --------------------- | ----- | ----- |
| —  | Phase groupe – 1 | —    | Stade de Reims        | Neuchâtel Xamax       | 4-2   | 4-2   |
| —  | Phase groupe – 2 | —    | Neuchâtel Xamax       | Girondins de Bordeaux | 1-1   | 1-1   |
| —  | Phase groupe – 3 | —    | Neuchâtel Xamax       | Stade de Reims        | 1-2   | 1-2   |
| —  | Phase groupe – 4 | —    | Girondins de Bordeaux | Neuchâtel Xamax       | 4-2   | 4-2   |

| Rang | Équipe                | Pts | J | G | N | P | Bp | Bc | Diff |
| ---- | --------------------- | --- | - | - | - | - | -- | -- | ---- |
| 1    | Stade de Reims        | 7   | 4 | 3 | 0 | 1 | 14 | 4  | +10  |
| 2    | Servette FC           | 7   | 4 | 3 | 0 | 1 | 6  | 8  | -2   |
| 3    | Girondins de Bordeaux | 3   | 4 | 1 | 1 | 2 | 5  | 8  | -3   |
| 4    | Neuchâtel Xamax       | 1   | 4 | 0 | 1 | 3 | 6  | 11 | -5   |

#### 1978-1979

##### Coupe des Alpes 1978
| N° | Tour             | Date | Équipe à domicile | Équipe à l'extérieur | Score | Cumul |
| -- | ---------------- | ---- | ----------------- | -------------------- | ----- | ----- |
| —  | Phase groupe – 1 | —    | Neuchâtel Xamax   | OGC Nice             | 3-2   | 3-2   |
| —  | Phase groupe – 2 | —    | Neuchâtel Xamax   | RC Strasbourg        | 1-3   | 1-3   |
| —  | Phase groupe – 3 | —    | OGC Nice          | Neuchâtel Xamax      | 3-1   | 3-1   |
| —  | Phase groupe – 4 | —    | RC Strasbourg     | Neuchâtel Xamax      | 0-0   | 0-0   |

| Rang | Équipe          | Pts | J | G | N | P | Bp | Bc | Diff |
| ---- | --------------- | --- | - | - | - | - | -- | -- | ---- |
| 1    | Servette FC     | 6   | 4 | 3 | 0 | 1 | 8  | 6  | +2   |
| 2    | OGC Nice        | 4   | 4 | 2 | 0 | 2 | 8  | 6  | +2   |
| 3    | RC Strasbourg   | 3   | 4 | 1 | 1 | 2 | 6  | 7  | -1   |
| 4    | Neuchâtel Xamax | 3   | 4 | 1 | 1 | 2 | 5  | 8  | -3   |

#### 1979-1980

##### Coupe des Alpes 1979
| N° | Tour             | Date | Équipe à domicile  | Équipe à l'extérieur | Score | Cumul |
| -- | ---------------- | ---- | ------------------ | -------------------- | ----- | ----- |
| —  | Phase groupe – 1 | —    | Neuchâtel Xamax    | AS Monaco            | 0-3   | 0-3   |
| —  | Phase groupe – 2 | —    | Neuchâtel Xamax    | Olympique Lyonnais   | 0-2   | 0-2   |
| —  | Phase groupe – 3 | —    | AS Monaco          | Neuchâtel Xamax      | 1-1   | 1-1   |
| —  | Phase groupe – 4 | —    | Olympique Lyonnais | Neuchâtel Xamax      | 2-1   | 2-1   |

| Rang | Équipe             | Pts | J | G | N | P | Bp | Bc | Diff |
| ---- | ------------------ | --- | - | - | - | - | -- | -- | ---- |
| 1    | AS Monaco          | 8   | 4 | 2 | 2 | 0 | 10 | 3  | +7   |
| 2    | Olympique Lyonnais | 6   | 4 | 3 | 0 | 1 | 8  | 6  | +2   |
| 3    | Servette FC        | 3   | 4 | 1 | 1 | 2 | 7  | 10 | -3   |
| 4    | Neuchâtel Xamax    | 1   | 4 | 0 | 1 | 3 | 2  | 8  | -6   |

#### 1980-1981

##### Coupe Intertoto 1980
| N° | Tour                      | Date            | Équipe à domicile  | Équipe à l'extérieur | Score | Cumul |
| -- | ------------------------- | --------------- | ------------------ | -------------------- | ----- | ----- |
| —  | Groupe 1 – Premier tour   | 28 juin 1980    | Fortuna Düsseldorf | Neuchâtel Xamax      | 1-5   | 1-5   |
| —  | Groupe 1 – Deuxième tour  | 5 juillet 1980  | Roda JC            | Neuchâtel Xamax      | 2-1   | 2-1   |
| —  | Groupe 1 – Troisième tour | 12 juillet 1980 | Standard de Liège  | Neuchâtel Xamax      | 2-2   | 2-2   |
| —  | Groupe 1 – Quatrième tour | 19 juillet 1980 | Neuchâtel Xamax    | Standard de Liège    | 0-1   | 0-1   |
| —  | Groupe 1 – Cinquième tour | 26 juillet 1980 | Neuchâtel Xamax    | Fortuna Düsseldorf   | 2-2   | 2-2   |
| —  | Groupe 1 – Sixième tour   | 2 août 1980     | Neuchâtel Xamax    | Roda JC              | 3-3   | 3-3   |

| Rang | Équipe             | Pts | J | G | N | P | Bp | Bc | Diff |
| ---- | ------------------ | --- | - | - | - | - | -- | -- | ---- |
| 1    | Standard de Liège  | 10  | 6 | 4 | 2 | 0 | 18 | 8  | +10  |
| 2    | Fortuna Düsseldorf | 6   | 6 | 2 | 2 | 2 | 12 | 17 | -5   |
| 3    | Neuchâtel Xamax    | 5   | 6 | 1 | 3 | 2 | 13 | 11 | +2   |
| 4    | Roda JC            | 3   | 6 | 1 | 1 | 4 | 9  | 16 | -7   |

#### 1981-1982

##### Coupe des Alpes 1981
| N° | Tour             | Date | Équipe à domicile | Équipe à l'extérieur | Score | Cumul |
| -- | ---------------- | ---- | ----------------- | -------------------- | ----- | ----- |
| —  | Phase groupe – 1 | —    | FC Sochaux        | Neuchâtel Xamax      | 6-0   | 6-0   |
| —  | Phase groupe – 2 | —    | Neuchâtel Xamax   | AJ Auxerre           | 1-1   | 1-1   |
| —  | Phase groupe – 3 | —    | Neuchâtel Xamax   | FC Sochaux           | 1-1   | 1-1   |
| —  | Phase groupe – 4 | —    | AJ Auxerre        | Neuchâtel Xamax      | 2-2   | 2-2   |

| Rang | Équipe          | Pts | J | G | N | P | Bp | Bc | Diff |
| ---- | --------------- | --- | - | - | - | - | -- | -- | ---- |
| 1    | FC Sochaux      | 8   | 4 | 2 | 2 | 0 | 11 | 2  | +9   |
| 2    | AJ Auxerre      | 4   | 4 | 1 | 2 | 1 | 7  | 7  | 0    |
| 3    | FC Sion         | 3   | 4 | 1 | 1 | 2 | 5  | 8  | -3   |
| 4    | Neuchâtel Xamax | 3   | 4 | 0 | 3 | 1 | 4  | 10 | -6   |

##### Coupe UEFA 1981-1982
| N° | Tour                    | Date              | Équipe à domicile | Équipe à l'extérieur | Score | Cumul |
| -- | ----------------------- | ----------------- | ----------------- | -------------------- | ----- | ----- |
| 1  | 1/32 de finale (aller)  | 16 septembre 1981 | Neuchâtel Xamax   | AC Sparta Prague     | 4-0   | 6-3   |
| 2  | 1/32 de finale (retour) | 30 septembre 1981 | AC Sparta Prague  | Neuchâtel Xamax      | 3-2   | 6-3   |
| 3  | 1/16 de finale (aller)  | 21 octobre 1981   | Malmö FF          | Neuchâtel Xamax      | 0-1   | 2-0   |
| 4  | 1/16 de finale (retour) | 4 novembre 1981   | Neuchâtel Xamax   | Malmö FF             | 1-0   | 2-0   |
| 5  | 1/8 de finale (aller)   | 25 novembre 1981  | Sporting Portugal | Neuchâtel Xamax      | 0-0   | 1-0   |
| 6  | 1/8 de finale (retour)  | 9 décembre 1981   | Neuchâtel Xamax   | Sporting Portugal    | 1-0   | 1-0   |
| 7  | 1/4 de finale (aller)   | 3 mars 1982       | Hambourg SV       | Neuchâtel Xamax      | 3-2   | 3-2   |
| 8  | 1/4 de finale (retour)  | 17 mars 1982      | Neuchâtel Xamax   | Hambourg SV          | 0-0   | 3-2   |

#### 1982-1983

##### Coupe des Alpes 1982
| N° | Tour             | Date | Équipe à domicile  | Équipe à l'extérieur | Score | Cumul |
| -- | ---------------- | ---- | ------------------ | -------------------- | ----- | ----- |
| —  | Phase groupe – 1 | —    | Neuchâtel Xamax    | Olympique Lyonnais   | 3-1   | 3-1   |
| —  | Phase groupe – 2 | —    | Olympique Lyonnais | Neuchâtel Xamax      | 4-1   | 4-1   |
| —  | Phase groupe – 3 | —    | Neuchâtel Xamax    | SEC Bastia           | 4-0   | 4-0   |
| —  | Phase groupe – 4 | —    | SEC Bastia         | Neuchâtel Xamax      | 1-3   | 1-3   |

| Rang | Équipe           | Pts | J | G | N | P | Bp | Bc | Diff |
| ---- | ---------------- | --- | - | - | - | - | -- | -- | ---- |
| 1    | Neuchâtel Xamax  | 6   | 4 | 3 | 0 | 1 | 11 | 6  | +5   |
| 2    | Servette FC      | 6   | 4 | 2 | 2 | 0 | 5  | 2  | +3   |
| 3    | FC Bâle          | 4   | 4 | 1 | 2 | 1 | 6  | 9  | -3   |
| 4    | Grasshopper Club | 3   | 4 | 0 | 3 | 1 | 4  | 5  | -1   |
| 4    | FC Sion          | 2   | 4 | 1 | 0 | 3 | 5  | 9  | -4   |

| N° | Tour   | Date         | Équipe à domicile | Équipe à l'extérieur | Score | Cumul |
| -- | ------ | ------------ | ----------------- | -------------------- | ----- | ----- |
| —  | Finale | 30 août 1982 | Neuchâtel Xamax   | FC Nantes            | 0-1   | 0-1   |

#### 1983-1984

##### Coupe des Alpes 1983
| N° | Tour             | Date | Équipe à domicile | Équipe à l'extérieur | Score | Cumul |
| -- | ---------------- | ---- | ----------------- | -------------------- | ----- | ----- |
| —  | Phase groupe – 1 | —    | Neuchâtel Xamax   | AS Monaco            | 1-2   | 1-2   |
| —  | Phase groupe – 2 | —    | FC Metz           | Neuchâtel Xamax      | 2-1   | 2-1   |
| —  | Phase groupe – 3 | —    | AS Monaco         | Neuchâtel Xamax      | 6-0   | 6-0   |
| —  | Phase groupe – 4 | —    | Neuchâtel Xamax   | FC Metz              | 2-3   | 2-3   |

| Rang | Équipe          | Pts | J | G | N | P | Bp | Bc | Diff |
| ---- | --------------- | --- | - | - | - | - | -- | -- | ---- |
| 1    | AS Monaco       | 9   | 4 | 3 | 1 | 0 | 13 | 2  | +11  |
| 2    | FC Metz         | 6   | 4 | 2 | 2 | 0 | 9  | 7  | +2   |
| 3    | Servette FC     | 3   | 4 | 0 | 3 | 1 | 5  | 9  | -4   |
| 4    | Neuchâtel Xamax | 0   | 4 | 0 | 0 | 4 | 4  | 13 | -9   |

#### 1984-1985

##### Coupe UEFA 1984-1985
| N° | Tour                    | Date              | Équipe à domicile   | Équipe à l'extérieur | Score | Cumul |
| -- | ----------------------- | ----------------- | ------------------- | -------------------- | ----- | ----- |
| 9  | 1/32 de finale (aller)  | 19 septembre 1984 | Olympiakos Le Pirée | Neuchâtel Xamax      | 1-0   | 3-2   |
| 10 | 1/32 de finale (retour) | 3 octobre 1984    | Neuchâtel Xamax     | Olympiakos Le Pirée  | 2-2   | 3-2   |

#### 1985-1986

##### Coupe des Alpes 1985
| N° | Tour             | Date | Équipe à domicile | Équipe à l'extérieur | Score | Cumul |
| -- | ---------------- | ---- | ----------------- | -------------------- | ----- | ----- |
| —  | Phase groupe – 1 | —    | Neuchâtel Xamax   | AJ Auxerre           | 1-7   | 1-7   |
| —  | Phase groupe – 2 | —    | FC Sochaux        | Neuchâtel Xamax      | 3-0   | 3-0   |
| —  | Phase groupe – 3 | —    | AJ Auxerre        | Neuchâtel Xamax      | 5-0   | 5-0   |
| —  | Phase groupe – 4 | —    | Neuchâtel Xamax   | FC Sochaux           | 0-6   | 0-6   |

| Rang | Équipe               | Pts | J | G | N | P | Bp | Bc | Diff |
| ---- | -------------------- | --- | - | - | - | - | -- | -- | ---- |
| 1    | AJ Auxerre           | 12  | 4 | 4 | 0 | 0 | 21 | 2  | +19  |
| 2    | FC Sochaux           | 11  | 4 | 4 | 0 | 0 | 15 | 1  | +14  |
| 3    | FC La Chaux-de-Fonds | 0   | 4 | 0 | 0 | 4 | 2  | 15 | -13  |
| 4    | Neuchâtel Xamax      | 0   | 4 | 0 | 0 | 4 | 1  | 21 | -20  |

##### Coupe UEFA 1985-1986
| N° | Tour                    | Date              | Équipe à domicile  | Équipe à l'extérieur | Score     | Cumul |
| -- | ----------------------- | ----------------- | ------------------ | -------------------- | --------- | ----- |
| 11 | 1/32 de finale (aller)  | 18 septembre 1985 | Neuchâtel Xamax    | Sportul Studențesc   | 3-0       | 7-4   |
| 12 | 1/32 de finale (retour) | 3 octobre 1985    | Sportul Studențesc | Neuchâtel Xamax      | 4-4       | 7-4   |
| 13 | 1/16 de finale (aller)  | 23 octobre 1985   | Lokomotiv Sofia    | Neuchâtel Xamax      | 1-1       | 1-1   |
| 14 | 1/16 de finale (retour) | 6 novembre 1985   | Neuchâtel Xamax    | Lokomotiv Sofia      | 0-0       | 1-1   |
| 15 | 1/8 de finale (aller)   | 27 novembre 1985  | Dundee United      | Neuchâtel Xamax      | 2-1       | 4-3   |
| 16 | 1/8 de finale (retour)  | 11 décembre 1985  | Neuchâtel Xamax    | Dundee United        | 3-1 a. p. | 4-3   |
| 17 | 1/4 de finale (aller)   | 5 mars 1986       | Real Madrid CF     | Neuchâtel Xamax      | 3-0       | 3-2   |
| 18 | 1/4 de finale (retour)  | 19 mars 1986      | Neuchâtel Xamax    | Real Madrid CF       | 2-0       | 3-2   |

#### 1986-1987

##### Coupe UEFA 1986-1987
| N° | Tour                    | Date              | Équipe à domicile | Équipe à l'extérieur | Score | Cumul |
| -- | ----------------------- | ----------------- | ----------------- | -------------------- | ----- | ----- |
| 19 | 1/32 de finale (aller)  | 16 septembre 1986 | Neuchâtel Xamax   | Lyngby BK            | 2-0   | 5-1   |
| 20 | 1/32 de finale (retour) | 1er octobre 1986  | Lyngby BK         | Neuchâtel Xamax      | 1-3   | 5-1   |
| 21 | 1/16 de finale (aller)  | 22 octobre 1986   | FC Groningue      | Neuchâtel Xamax      | 0-0   | 1-1   |
| 22 | 1/16 de finale (retour) | 5 novembre 1986   | Neuchâtel Xamax   | FC Groningue         | 1-1   | 1-1   |

#### 1987-1988

##### Coupe des Alpes 1987
| N° | Tour             | Date            | Équipe à domicile | Équipe à l'extérieur | Score | Cumul |
| -- | ---------------- | --------------- | ----------------- | -------------------- | ----- | ----- |
| —  | Phase groupe – 1 | 14 février 1987 | OGC Nice          | Neuchâtel Xamax      | 0-3   | 0-3   |
| —  | Phase groupe – 2 | 18 février 1987 | Neuchâtel Xamax   | FC Sion              | 1-1   | 1-1   |
| —  | Phase groupe – 3 | 21 février 1987 | AJ Auxerre        | Neuchâtel Xamax      | 3-1   | 3-1   |

| Rang | Équipe          | Pts | J | G | N | P | Bp | Bc | Diff |
| ---- | --------------- | --- | - | - | - | - | -- | -- | ---- |
| 1    | AJ Auxerre      | 5   | 3 | 2 | 1 | 0 | 4  | 1  | +3   |
| 2    | Neuchâtel Xamax | 4   | 3 | 1 | 1 | 1 | 5  | 4  | +1   |
| 3    | OGC Nice        | 2   | 3 | 1 | 0 | 2 | 2  | 4  | -2   |
| 3    | FC Sion         | 2   | 3 | 0 | 2 | 1 | 1  | 3  | -2   |

##### Coupe des clubs champions européens 1987-1988
| N° | Tour                    | Date              | Équipe à domicile | Équipe à l'extérieur | Score | Cumul |
| -- | ----------------------- | ----------------- | ----------------- | -------------------- | ----- | ----- |
| 23 | 1/16 de finale (aller)  | 16 septembre 1987 | Neuchâtel Xamax   | Kuusysi Lahti        | 5-0   | 6-2   |
| 24 | 1/16 de finale (retour) | 30 septembre 1987 | Kuusysi Lahti     | Neuchâtel Xamax      | 2-1   | 6-2   |
| 25 | 1/8 de finale (aller)   | 21 octobre 1987   | Neuchâtel Xamax   | Bayern Munich        | 2-1   | 3-2   |
| 26 | 1/8 de finale (retour)  | 4 novembre 1987   | Bayern Munich     | Neuchâtel Xamax      | 2-0   | 3-2   |

#### 1988-1989

##### Coupe des clubs champions européens 1988-1989
| N° | Tour                    | Date             | Équipe à domicile | Équipe à l'extérieur | Score                    | Cumul |
| -- | ----------------------- | ---------------- | ----------------- | -------------------- | ------------------------ | ----- |
| 27 | 1/16 de finale (aller)  | 7 septembre 1988 | AEL Larissa       | Neuchâtel Xamax      | 2-1                      | 3-3   |
| 28 | 1/16 de finale (retour) | 5 octobre 1988   | Neuchâtel Xamax   | AEL Larissa          | 2-1 a. p. (3-0 t. a. b.) | 3-3   |
| 29 | 1/8 de finale (aller)   | 26 octobre 1988  | Neuchâtel Xamax   | Galatasaray SK       | 3-0                      | 5-3   |
| 30 | 1/8 de finale (retour)  | 9 novembre 1988  | Galatasaray SK    | Neuchâtel Xamax      | 5-0                      | 5-3   |

#### 1990-1991

##### Coupe Intertoto 1990
| N° | Tour                      | Date            | Équipe à domicile | Équipe à l'extérieur | Score | Cumul |
| -- | ------------------------- | --------------- | ----------------- | -------------------- | ----- | ----- |
| —  | Groupe 1 – Premier tour   | 30 juin 1990    | Lyngby BK         | Neuchâtel Xamax      | 1-2   | 1-2   |
| —  | Groupe 1 – Deuxième tour  | 4 juillet 1990  | Admira Wacker     | Neuchâtel Xamax      | 0-1   | 0-1   |
| —  | Groupe 1 – Troisième tour | 7 juillet 1990  | AC Sparta Prague  | Neuchâtel Xamax      | 0-3   | 0-3   |
| —  | Groupe 1 – Quatrième tour | 11 juillet 1990 | Neuchâtel Xamax   | AC Sparta Prague     | 0-1   | 0-1   |
| —  | Groupe 1 – Cinquième tour | 14 juillet 1990 | Neuchâtel Xamax   | Lyngby BK            | 2-0   | 2-0   |
| —  | Groupe 1 – Sixième tour   | 18 juillet 1990 | Neuchâtel Xamax   | Admira Wacker        | 1-0   | 1-0   |

| Rang | Équipe          | Pts | J | G | N | P | Bp | Bc | Diff |
| ---- | --------------- | --- | - | - | - | - | -- | -- | ---- |
| 1    | Neuchâtel Xamax | 10  | 6 | 5 | 0 | 1 | 9  | 2  | +7   |
| 2    | Sparta Prague   | 9   | 6 | 4 | 1 | 1 | 13 | 9  | +4   |
| 3    | Lyngby BK       | 4   | 6 | 2 | 0 | 4 | 9  | 12 | -3   |
| 4    | Admira Wacker   | 1   | 6 | 0 | 1 | 5 | 7  | 15 | -8   |

##### Coupe d'Europe des vainqueurs de coupe de football 1990-1991
| N° | Tour                    | Date              | Équipe à domicile  | Équipe à l'extérieur | Score                    | Cumul |
| -- | ----------------------- | ----------------- | ------------------ | -------------------- | ------------------------ | ----- |
| 31 | 1/16 de finale (aller)  | 19 septembre 1990 | Estrela da Amadora | Neuchâtel Xamax      | 1-1                      | 2-2   |
| 32 | 1/16 de finale (retour) | 3 octobre 1990    | Neuchâtel Xamax    | Estrela da Amadora   | 1-1 a. p. (3-4 t. a. b.) | 2-2   |

#### 1991-1992

##### Coupe Intertoto 1991
| N° | Tour                      | Date            | Équipe à domicile    | Équipe à l'extérieur | Score | Cumul |
| -- | ------------------------- | --------------- | -------------------- | -------------------- | ----- | ----- |
| —  | Groupe 1 – Premier tour   | 29 juin 1991    | ŠK Slovan Bratislava | Neuchâtel Xamax      | 0-2   | 0-2   |
| —  | Groupe 1 – Deuxième tour  | 3 juillet 1991  | FC Tatabánya         | Neuchâtel Xamax      | 0-3   | 0-3   |
| —  | Groupe 1 – Troisième tour | 6 juillet 1991  | Malmö FF             | Neuchâtel Xamax      | 1-2   | 1-2   |
| —  | Groupe 1 – Quatrième tour | 10 juillet 1991 | Neuchâtel Xamax      | FC Tatabánya         | 5-0   | 5-0   |
| —  | Groupe 1 – Cinquième tour | 13 juillet 1991 | Neuchâtel Xamax      | ŠK Slovan Bratislava | 2-2   | 2-2   |
| —  | Groupe 1 – Sixième tour   | 17 juillet 1991 | Neuchâtel Xamax      | Malmö FF             | 0-0   | 0-0   |

| Rang | Équipe               | Pts | J | G | N | P | Bp | Bc | Diff |
| ---- | -------------------- | --- | - | - | - | - | -- | -- | ---- |
| 1    | Neuchâtel Xamax      | 10  | 6 | 4 | 2 | 0 | 14 | 3  | +11  |
| 2    | ŠK Slovan Bratislava | 5   | 6 | 1 | 3 | 2 | 10 | 11 | -1   |
| 3    | Malmö FF             | 5   | 6 | 0 | 5 | 1 | 5  | 6  | -1   |
| 4    | FC Tatabánya         | 4   | 6 | 1 | 2 | 3 | 5  | 14 | -9   |

##### Coupe UEFA 1991-1992
| N° | Tour                    | Date              | Équipe à domicile | Équipe à l'extérieur | Score | Cumul |
| -- | ----------------------- | ----------------- | ----------------- | -------------------- | ----- | ----- |
| 33 | 1/32 de finale (aller)  | 17 septembre 1991 | Neuchâtel Xamax   | Floriana FC          | 2-0   | 2-0   |
| 34 | 1/32 de finale (retour) | 1er octobre 1991  | Floriana FC       | Neuchâtel Xamax      | 0-0   | 2-0   |
| 35 | 1/16 de finale (aller)  | 22 octobre 1991   | Neuchâtel Xamax   | Celtic Glasgow       | 5-1   | 5-2   |
| 36 | 1/16 de finale (retour) | 6 novembre 1991   | Celtic Glasgow    | Neuchâtel Xamax      | 1-0   | 5-2   |
| 37 | 1/8 de finale (aller)   | 27 novembre 1991  | Neuchâtel Xamax   | Real Madrid CF       | 1-0   | 4-1   |
| 38 | 1/8 de finale (retour)  | 11 décembre 1991  | Real Madrid CF    | Neuchâtel Xamax      | 4-0   | 4-1   |

#### 1992-1993

##### Coupe UEFA 1992-1993
| N° | Tour                    | Date              | Équipe à domicile | Équipe à l'extérieur | Score | Cumul |
| -- | ----------------------- | ----------------- | ----------------- | -------------------- | ----- | ----- |
| 39 | 1/32 de finale (aller)  | 15 septembre 1992 | Neuchâtel Xamax   | BK Frem              | 2-2   | 6-3   |
| 40 | 1/32 de finale (retour) | 29 septembre 1992 | BK Frem           | Neuchâtel Xamax      | 4-1   | 6-3   |

#### 1995-1996

##### Coupe UEFA 1995-1996
| N° | Tour                       | Date              | Équipe à domicile           | Équipe à l'extérieur        | Score | Cumul |
| -- | -------------------------- | ----------------- | --------------------------- | --------------------------- | ----- | ----- |
| 41 | Tour préliminaire (aller)  | 8 août 1995       | FK Étoile rouge de Belgrade | Neuchâtel Xamax             | 0-1   | 1-0   |
| 42 | Tour préliminaire (retour) | 22 août 1995      | Neuchâtel Xamax             | FK Étoile rouge de Belgrade | 0-0   | 1-0   |
| 43 | 1/32 de finale (aller)     | 12 septembre 1995 | Neuchâtel Xamax             | AS Roma                     | 1-1   | 5-1   |
| 44 | 1/32 de finale (retour)    | 26 septembre 1995 | AS Roma                     | Neuchâtel Xamax             | 4-0   | 5-1   |

#### 1996-1997

##### Coupe UEFA 1996-1997
| N° | Tour                                | Date              | Équipe à domicile     | Équipe à l'extérieur  | Score | Cumul |
| -- | ----------------------------------- | ----------------- | --------------------- | --------------------- | ----- | ----- |
| 45 | Deuxième tour préliminaire (aller)  | 6 août 1996       | Anórthosis Famagouste | Neuchâtel Xamax       | 1-2   | 6-1   |
| 46 | Deuxième tour préliminaire (retour) | 20 août 1996      | Neuchâtel Xamax       | Anórthosis Famagouste | 4-0   | 6-1   |
| 47 | 1/32 de finale (aller)              | 10 septembre 1996 | Dynamo Kiev           | Neuchâtel Xamax       | 0-0   | 2-1   |
| 48 | 1/32 de finale (retour)             | 24 septembre 1996 | Neuchâtel Xamax       | Dynamo Kiev           | 2-1   | 2-1   |
| 49 | 1/16 de finale (aller)              | 15 octobre 1996   | Helsingborgs IF       | Neuchâtel Xamax       | 2-0   | 3-1   |
| 50 | 1/16 de finale (retour)             | 29 octobre 1996   | Neuchâtel Xamax       | Helsingborgs IF       | 1-1   | 3-1   |

#### 1997-1998

##### Coupe UEFA 1997-1998
| N° | Tour                                | Date              | Équipe à domicile | Équipe à l'extérieur | Score | Cumul |
| -- | ----------------------------------- | ----------------- | ----------------- | -------------------- | ----- | ----- |
| 51 | Premier tour préliminaire (aller)   | 23 juillet 1997   | Neuchâtel Xamax   | Tiligul Tiraspol     | 7-0   | 10-1  |
| 52 | Premier tour préliminaire (retour)  | 30 juillet 1997   | Tiligul Tiraspol  | Neuchâtel Xamax      | 1-3   | 10-1  |
| 53 | Deuxième tour préliminaire (aller)  | 12 août 1997      | Neuchâtel Xamax   | Viking FK            | 3-0   | 4-2   |
| 54 | Deuxième tour préliminaire (retour) | 26 août 1997      | Viking FK         | Neuchâtel Xamax      | 2-1   | 4-2   |
| 55 | 1/32 de finale (aller)              | 16 septembre 1997 | Inter Milan       | Neuchâtel Xamax      | 2-0   | 4-0   |
| 56 | 1/32 de finale (retour)             | 30 septembre 1997 | Neuchâtel Xamax   | Inter Milan          | 0-2   | 4-0   |

#### 1999-2000

##### Coupe Intertoto 1999
| N° | Tour                   | Date            | Équipe à domicile | Équipe à l'extérieur | Score | Cumul |
| -- | ---------------------- | --------------- | ----------------- | -------------------- | ----- | ----- |
| 57 | Premier tour (aller)   | 20 juin 1999    | Shelbourne FC     | Neuchâtel Xamax      | 0-0   | 2-0   |
| 58 | Premier tour (retour)  | 27 juin 1999    | Neuchâtel Xamax   | Shelbourne FC        | 2-0   | 2-0   |
| 59 | Deuxième tour (aller)  | 3 juillet 1999  | Neuchâtel Xamax   | Vasas SC             | 0-2   | 3-0   |
| 60 | Deuxième tour (retour) | 10 juillet 1999 | Vasas SC          | Neuchâtel Xamax      | 1-0   | 3-0   |

#### 2000-2001

##### Coupe Intertoto 2000
| N° | Tour                   | Date             | Équipe à domicile    | Équipe à l'extérieur | Score | Cumul |
| -- | ---------------------- | ---------------- | -------------------- | -------------------- | ----- | ----- |
| 61 | Premier tour (aller)   | 18 juin 2000     | Myllykosken Pallo-47 | Neuchâtel Xamax      | 1-2   | 5-4   |
| 62 | Premier tour (retour)  | 25 juin 2000     | Neuchâtel Xamax      | Myllykosken Pallo-47 | 3-3   | 5-4   |
| 63 | Deuxième tour (aller)  | 1er juillet 2000 | Neuchâtel Xamax      | VfB Stuttgart        | 1-6   | 10-2  |
| 64 | Deuxième tour (retour) | 9 juillet 2000   | VfB Stuttgart        | Neuchâtel Xamax      | 4-1   | 10-2  |

#### 2003-2004

##### Coupe UEFA 2003-2004
| N° | Tour                       | Date              | Équipe à domicile | Équipe à l'extérieur | Score | Cumul |
| -- | -------------------------- | ----------------- | ----------------- | -------------------- | ----- | ----- |
| 65 | Tour préliminaire (aller)  | 12 août 2003      | Valletta FC       | Neuchâtel Xamax      | 0-2   | 4-0   |
| 66 | Tour préliminaire (retour) | 28 août 2003      | Neuchâtel Xamax   | Valletta FC          | 2-0   | 4-0   |
| 67 | Premier tour (aller)       | 24 septembre 2003 | AJ Auxerre        | Neuchâtel Xamax      | 1-0   | 2-0   |
| 68 | Premier tour (retour)      | 15 octobre 2003   | Neuchâtel Xamax   | AJ Auxerre           | 0-1   | 2-0   |

#### 2005-2006

##### Coupe Intertoto 2005
| N° | Tour                   | Date            | Équipe à domicile | Équipe à l'extérieur | Score | Cumul |
| -- | ---------------------- | --------------- | ----------------- | -------------------- | ----- | ----- |
| 69 | Premier tour (aller)   | 18 juin 2005    | Ararat Erevan     | Neuchâtel Xamax      | 1-3   | 9-1   |
| 70 | Premier tour (retour)  | 25 juin 2005    | Neuchâtel Xamax   | Ararat Erevan        | 6-0   | 9-1   |
| 71 | Deuxième tour (aller)  | 2 juillet 2005  | AS Saint-Étienne  | Neuchâtel Xamax      | 1-1   | 3-2   |
| 72 | Deuxième tour (retour) | 10 juillet 2005 | Neuchâtel Xamax   | AS Saint-Étienne     | 1-2   | 3-2   |

## Palmarès européen
| Compétitions européennes |
| --- |
| - Ligue des champions (ancienne Coupe des clubs champions européens) : - Huitièmes de finale : 1987 et 1988. - Coupe des vainqueurs de coupe : - Seizièmes de finale : 1990. - Ligue Europa (ancienne Coupe UEFA) : - Quarts de finale : 1982 et 1986. - Coupe Intertoto (2) : - Vainqueur : 1990 et 1991. - Coupe des Alpes : - Finale : 1982. |